# Odontanthias rhodopeplus
Odontanthias rhodopeplus là một loài cá biển thuộc chi Odontanthias trong họ Cá mú. Loài này được mô tả lần đầu tiên vào năm 1872.

## Từ nguyên
Từ định danh rhodopeplus được ghép bởi hai âm tiết trong tiếng Hy Lạp cổ đại, rhódon (ῥόδον; "màu hồng") và peplus (πέπλος; áo choàng peplos của nữ giới Hy Lạp cổ đại), hàm ý đề cập đến màu đỏ hồng trên thân của loài cá này.

## Phân bố
O. rhodopeplus được ghi nhận từ Myanmar trải dài đến đảo Sulawesi (Indonesia), xa về phía bắc đến phía nam Nhật Bản. O. rhodopeplus còn được ghi nhận tại bờ tây nam Ấn Độ, Somalia và ngoài khơi thành phố Mukalla của Yemen, cũng có thể xuất hiện tại vùng đảo Socotra.

## Mô tả
Chiều dài chuẩn (SL: standard length) lớn nhất được ghi nhận ở O. rhodopeplus là 16 cm. Gốc vây đuôi có vạch đen, thường được viền trắng.
Số gai ở vây lưng: 10; Số tia ở vây lưng: 12–13; Số gai ở vây hậu môn: 3; Số tia ở vây hậu môn: 7; Số gai ở vây bụng: 1; Số tia vây ở vây bụng: 5; Số vảy đường bên: 30–33.